# Maxilofaciální chirurgie
Maxilofaciální chirurgie je chirurgický obor, který se zabývá chirurgií dutiny ústní (lat. cavum oris), čelistí (lat. maxilla) a obličeje (lat. facies).

## Odbornost
V oboru pracují lékaři s atestací z maxilofaciální chirurgie nebo zubní lékaři (stomatologové) s atestací z orální a maxilofaciální chirurgie. (Český ekvivalent v názvech pracovišť: ústní, čelistní a obličejová chirurgie.)
Maxilofaciální chirurgie je zajímavá mj. proto, že náplní spojuje všeobecné a zubní lékařství. To je také důvodem, že v ČR i ve světě je pro maxilofaciální chirurgy obvyklé (v některých státech i povinné) absolvovat studium všeobecného i zubního lékařství. Z toho plyne často dotazovaný dvojí titul „doktora“ před jménem lékaře.
Maxilofaciální chirurgie je obor, který se stále vyvíjí. Pronikají do něj nové technologie jako tkáňové inženýrství, využívání kmenových buněk v regenerativní medicíně, 3D tisk, 3D plánování a navigované operace, endoskopie, mikrochirurgie nebo využití biomateriálů.

## Náplň činnosti
(Orální) a maxilofaciální chirurgové se zabývají zejména chirurgií:
- úrazů obličeje a obličejových kostí
- zhoubných a nezhoubných nádorů obličeje, obličejových kostí, dutiny ústní, orofaryngu, slinných žláz, kůže hlavy a krku, to vše včetně chirurgické léčby regionálních metastáz a rekonstrukční onkochirurgie
- čelistních anomálií, vrozených a vývojových vad obličeje, obličejových deformit včetně porozštěpových vad
- zánětů v oblasti hlavy a krku
- nemocí slinných žláz
- nemocí čelistního kloubu
- kraniofaciální chirurgií
- estetickou a rekonstrukční chirurgií obličeje
- chirurgickou léčbou ronchopatie a syndromu obstrukční spánkové apnoe
- stomatochirurgií, tzn. chirurgickými extrakcemi zubů, zaváděním zubních implantátů, úpravou dásňových výběžků před zhotovením zubních náhrad aj.

## Organizace
- Kliniky a oddělení ústní, čelistní a obličejové chirurgie (orální a maxilofaciální chirurgie) jsou součástí téměř všech krajských a fakultních nemocnic v ČR.
- Obor orální a maxilofaciální chirurgie je celosvětově etablovaný (Oral and Maxillofacial Surgery, Head and Neck Surgery).
- Lékaře pracující v odbornosti maxilofaciální chirurgie nebo orální a maxilofaciální chirurgie sdružuje odborná skupina Společnost maxilofaciální chirurgie ČLS JEP.[1]

## Specializační vzdělávání v maxilofaciální chirurgii a orální a maxilofaciální chirurgii

### Předatestační příprava v orální a maxilofaciální chirurgii
Je vyhrazena pro absolventy magisterských vzdělávacích programů „Zubní lékařství“ a „Stomatologie“, zahrnuje nejméně pět let práce na akreditovaném pracovišti orální a maxilofaciální chirurgie při úvazku 1,0. Z toho povinné stáže na odděleních:
- anesteziologie a intenzivní medicína 1 měsíc
- pediatrie 1 měsíc
- vnitřní lékařství 2 měsíce
- chirurgie 3 měsíce
- neurochirurgie 1 měsíc
- plastická chirurgie 1 měsíc
- oftalmologie 1 měsíc
- ORL 2 měsíce
- 4 měsíce na jiném než mateřském pracovišti orální a maxilofaciální chirurgie.

Dále zahrnuje povinné provedení mnoha chirurgických výkonů na hlavě a krku dle seznamu (logbook). Atestační zkouška se skládá z praktické části (atestační operace), teoretické části (ústní zkoušky) a prezentace atestační práce.

### Předatestační příprava v maxilofaciální chirurgii
Je vyhrazena pro absolventy magisterského vzdělávacího programu „Všeobecné lékařství“.
Skládá se z maxilofaciálněchirurgického kmene a vlastního specializačního výcviku. Maxilofaciálněchirurgický kmen zahrnuje podle vyhlášky č. 397/2020 Sb., o vzdělávání v základních kmenech lékařů, povinnou odbornou praxi v oboru:
- anesteziologie a intenzivní medicína 2 měsíce
- chirurgie 2 měsíce
- vnitřní lékařství 2 měsíce
- maxilofaciální chirurgie 22 měsíců
- klinická stomatologie 2 měsíce[2]

Vlastní specializovaný výcvik v maxilofaciální chirurgii zahrnuje povinné praxe:
- akreditované pracoviště maxilofaciální chirurgie 24 měsíců z toho 2 × 2 měsíce na výukovém akreditovaném zařízení MFCH
- záchovná stomatologie 1 měsíc
- parodontologie 1 měsíc
- dentoalveolární chirurgie 1 měsíc
- ORL a chirurgie hlavy a krku 1 měsíc
- plastická chirurgie 1 měsíc
- neurochirurgie 1 měsíc[3]

### Evropská atestace z orální a maxilofaciální chirurgie, chirurgie hlavy a krku
Je zaštítěna UEMS (Union Européenne des Médecins Spécialistes), absolvent – FEBOMFS: „Fellow of the European Board of Oro-Maxillo-Facial Surgery, Head and Neck Surgery“
Zkoušku může vykonat:
- atestovaný maxilofaciální chirurg na všeobecném pregraduálním základě (ČR)
- atestovaný orální a maxilofaciální chirurg na všeobecném a zubolékařském pregraduálním základě (mimo ČR)
- atestovaný orální a maxilofaciální chirurg na zubolékařském pregraduálním základě, pokud je zároveň absolventem studia všeobecného lékařství (ČR)

## Galerie

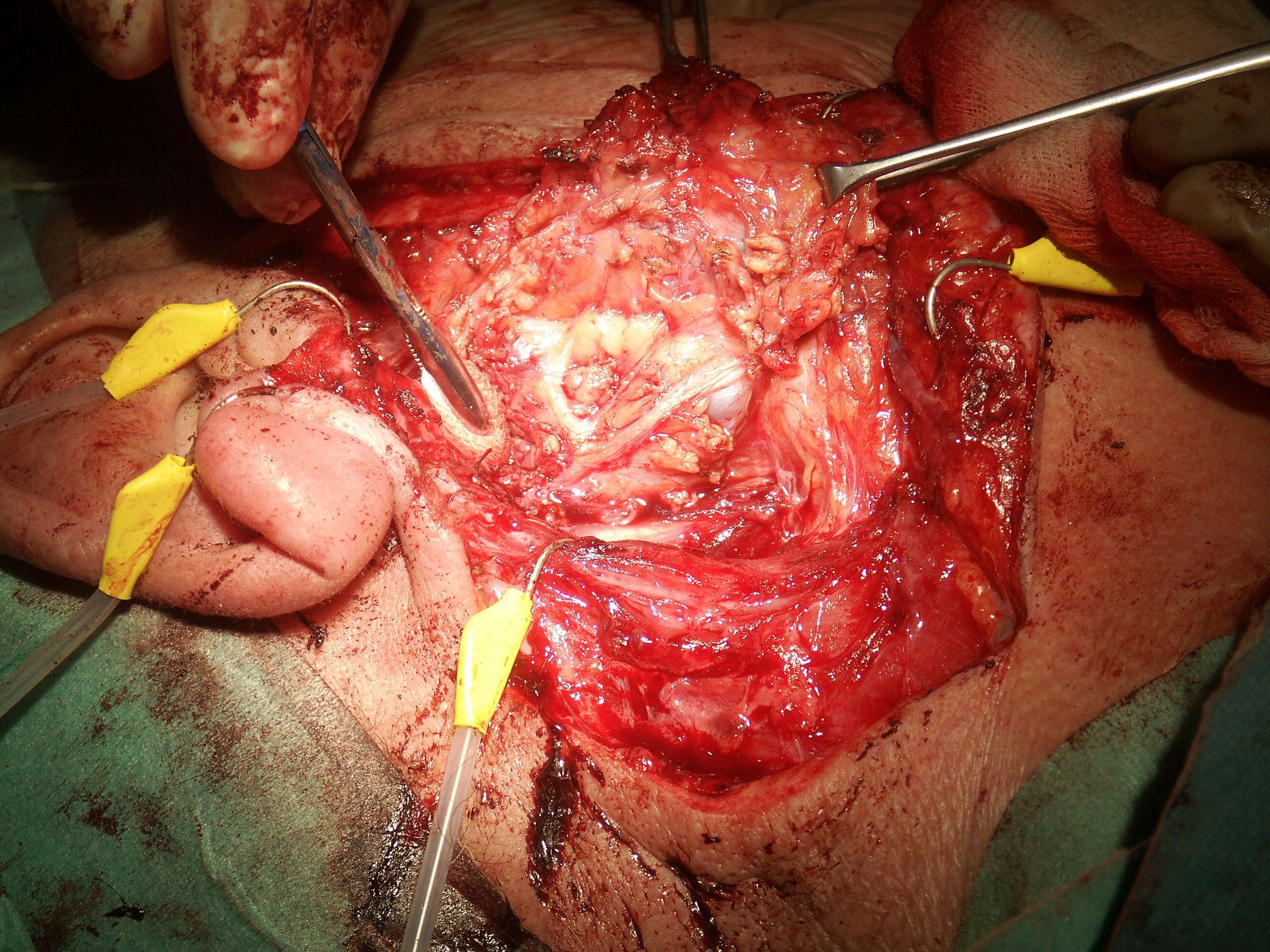
Operace příušní slinné žlázy
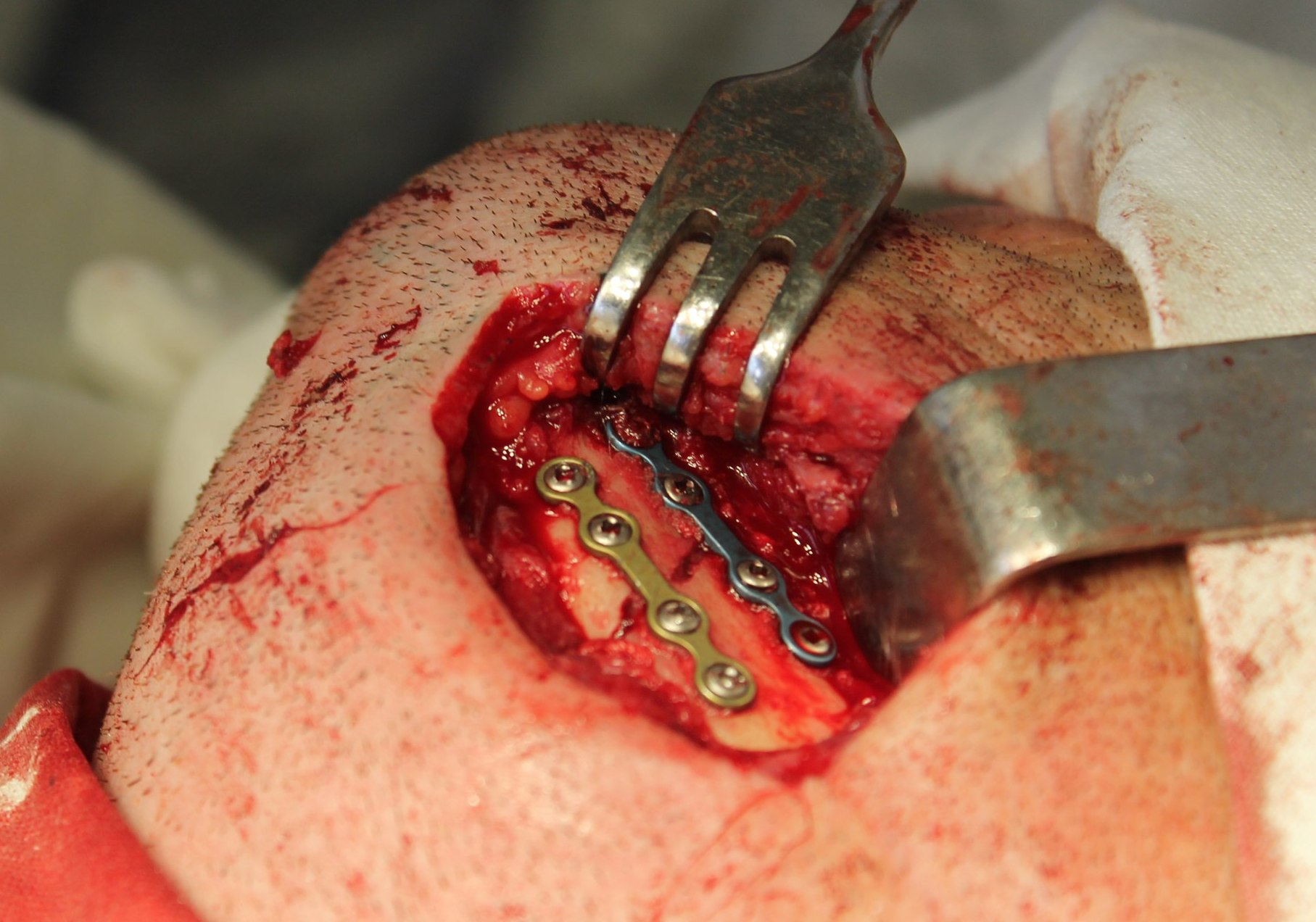
Otevřená osteosyntéza zlomeniny dolní čelisti
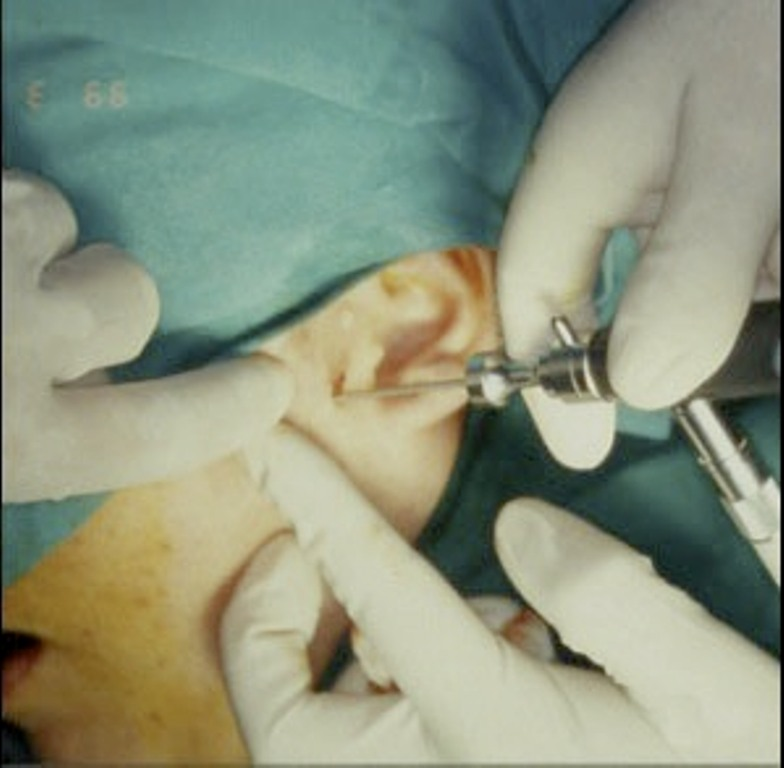
Artroskopie temporomandibulárního kloubu
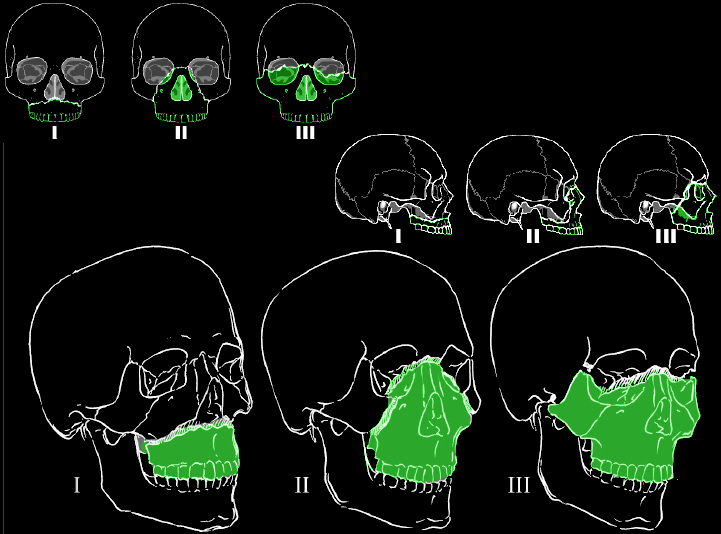
Le Fortova klasifikace lomných linií střední obličejové etáže
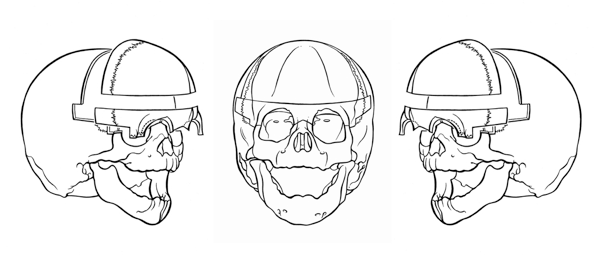
Kraniofaciální chirurgie – posuny lebečních a obličejových kostí při syndromových deformitách (např. m. Crouzon)
- Rekonstrukční chirurgie volných vaskularizovaných laloků
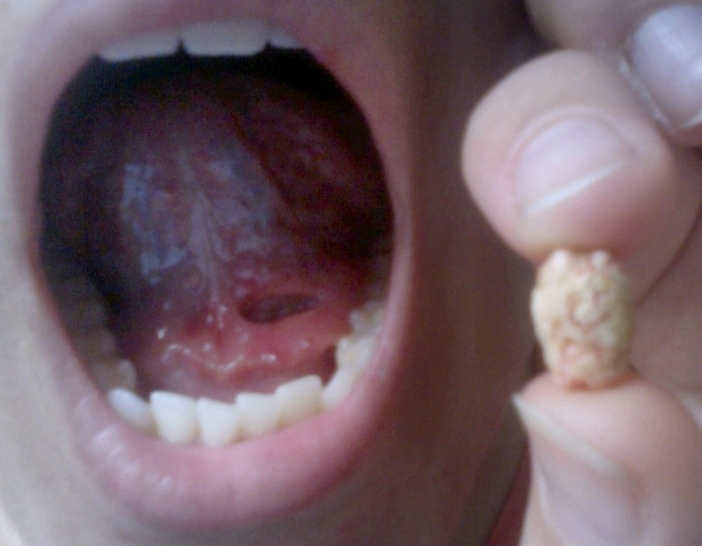
Kámen slinné žlázy
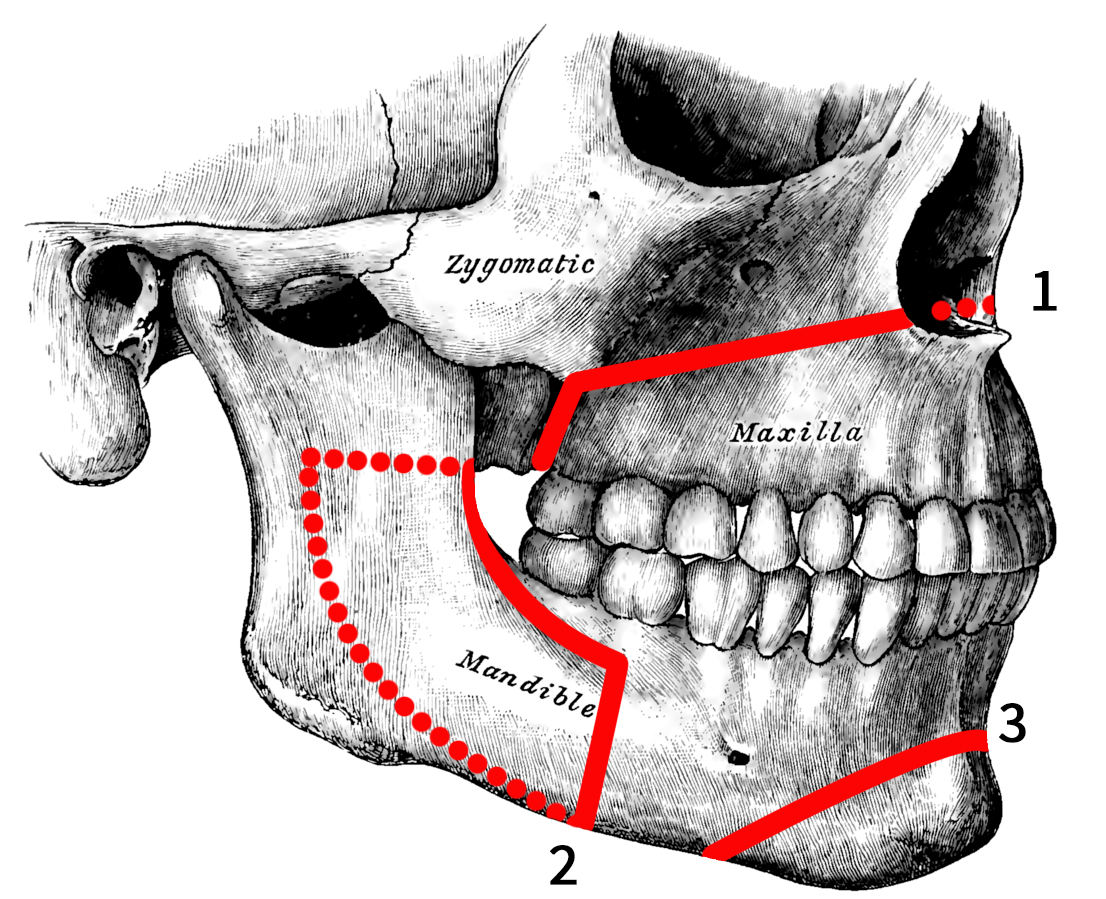
Korekce čelistních anomálií: linie osteotomií: Le Fort I, BSSO, genioplastika (ortognátní chirurgie)
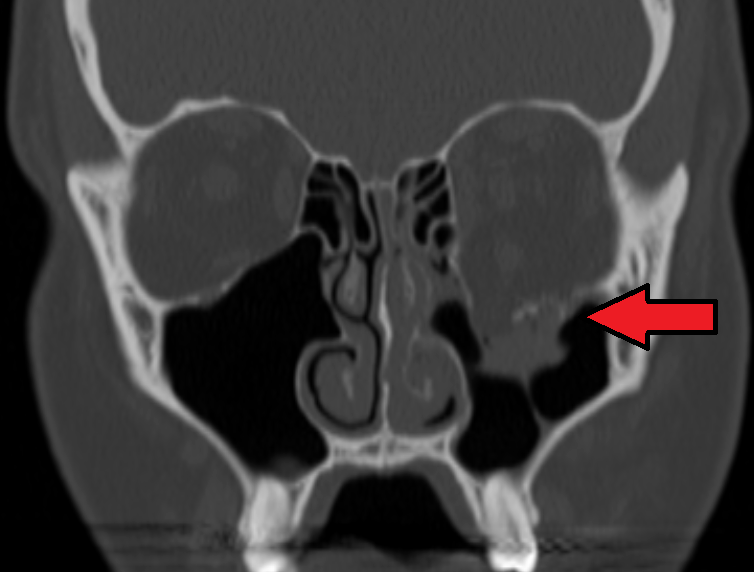
Zlomenina spodiny očnice (blow-out fracture)
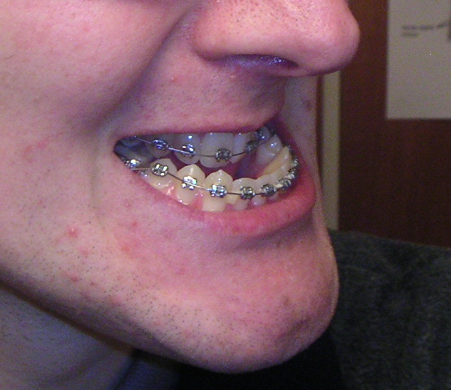
Mandibulární progenie
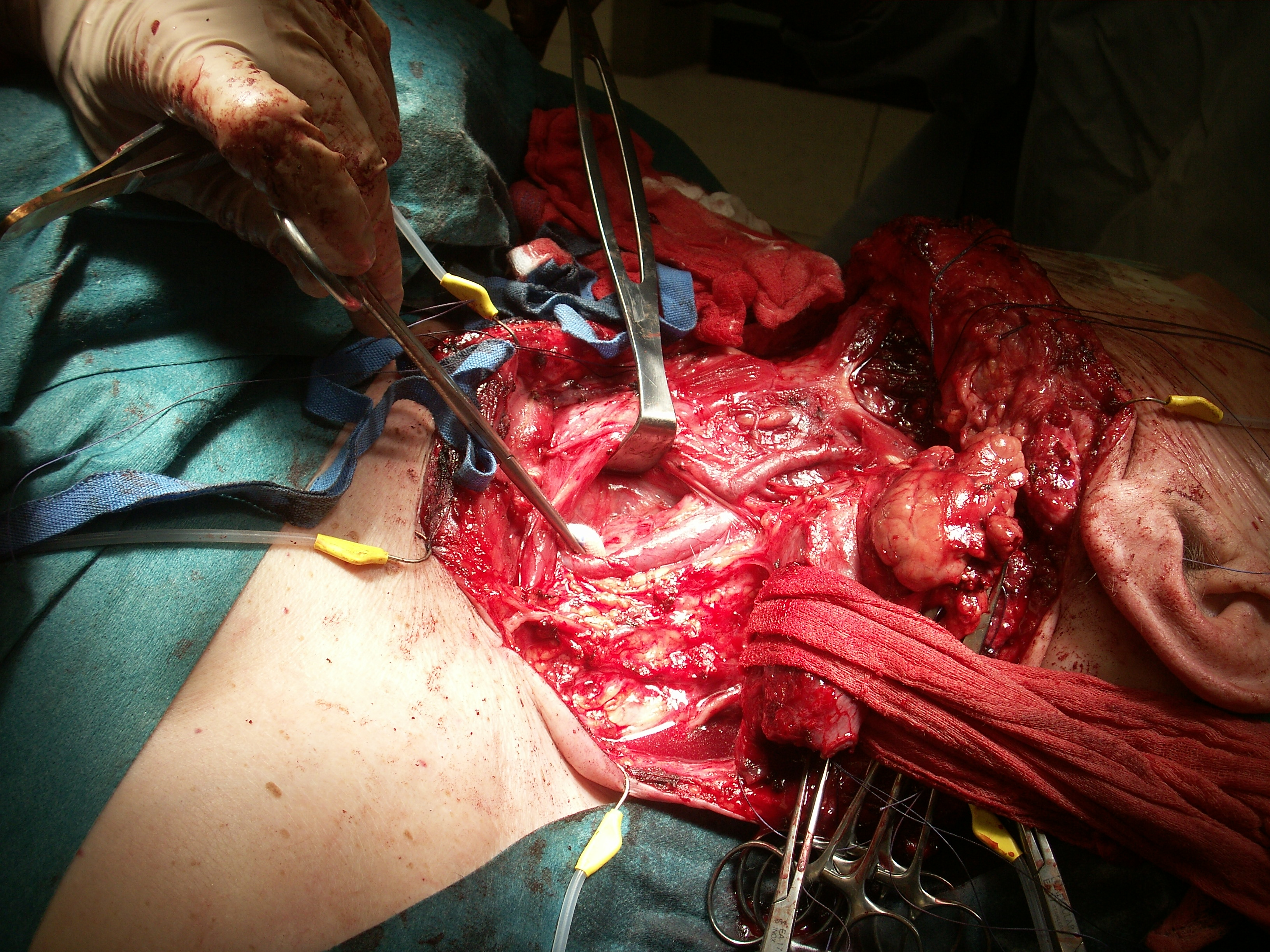
Krční disekce – onkochirurgická operace spádových uzlin
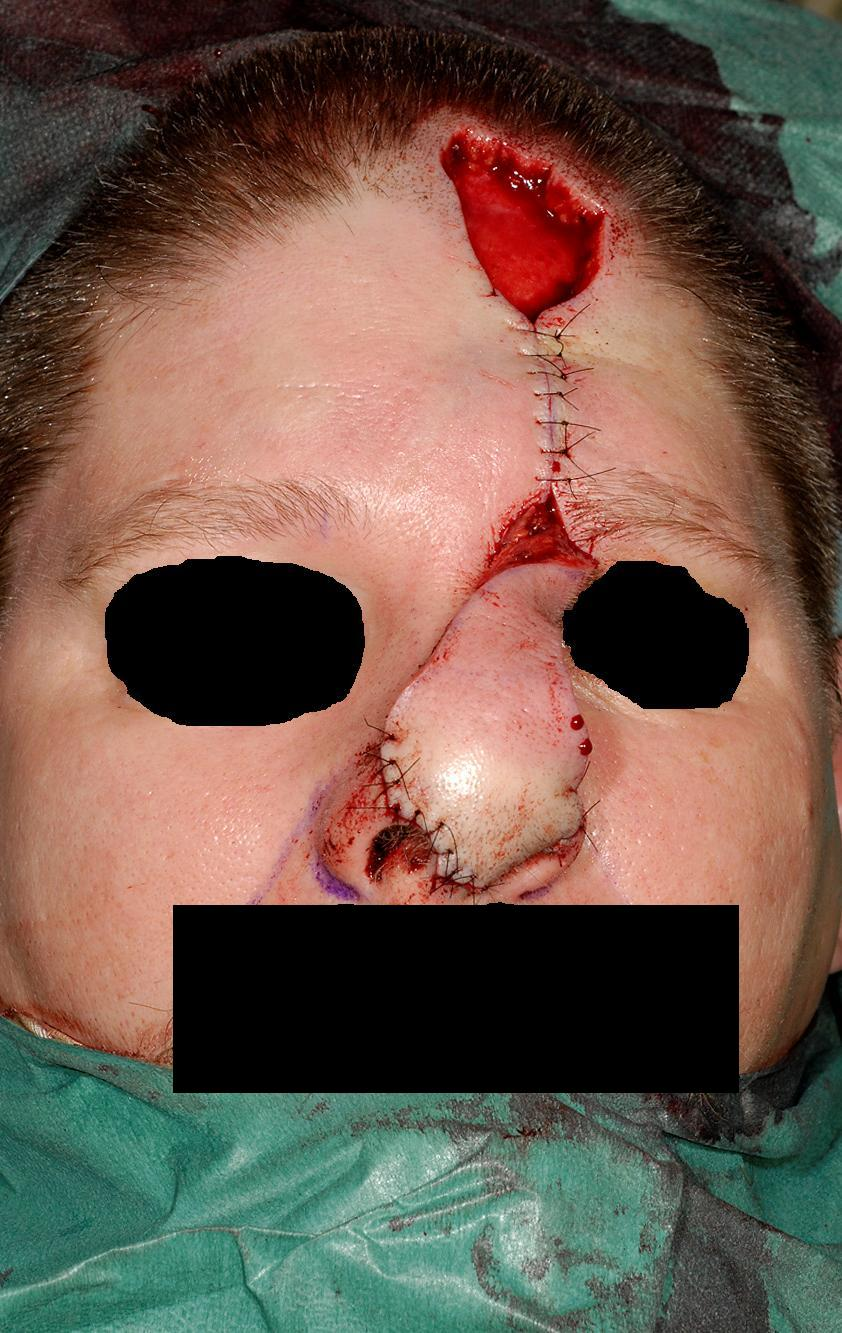
Axiální lalok (forehead-flap) k rekonstrukci nosu
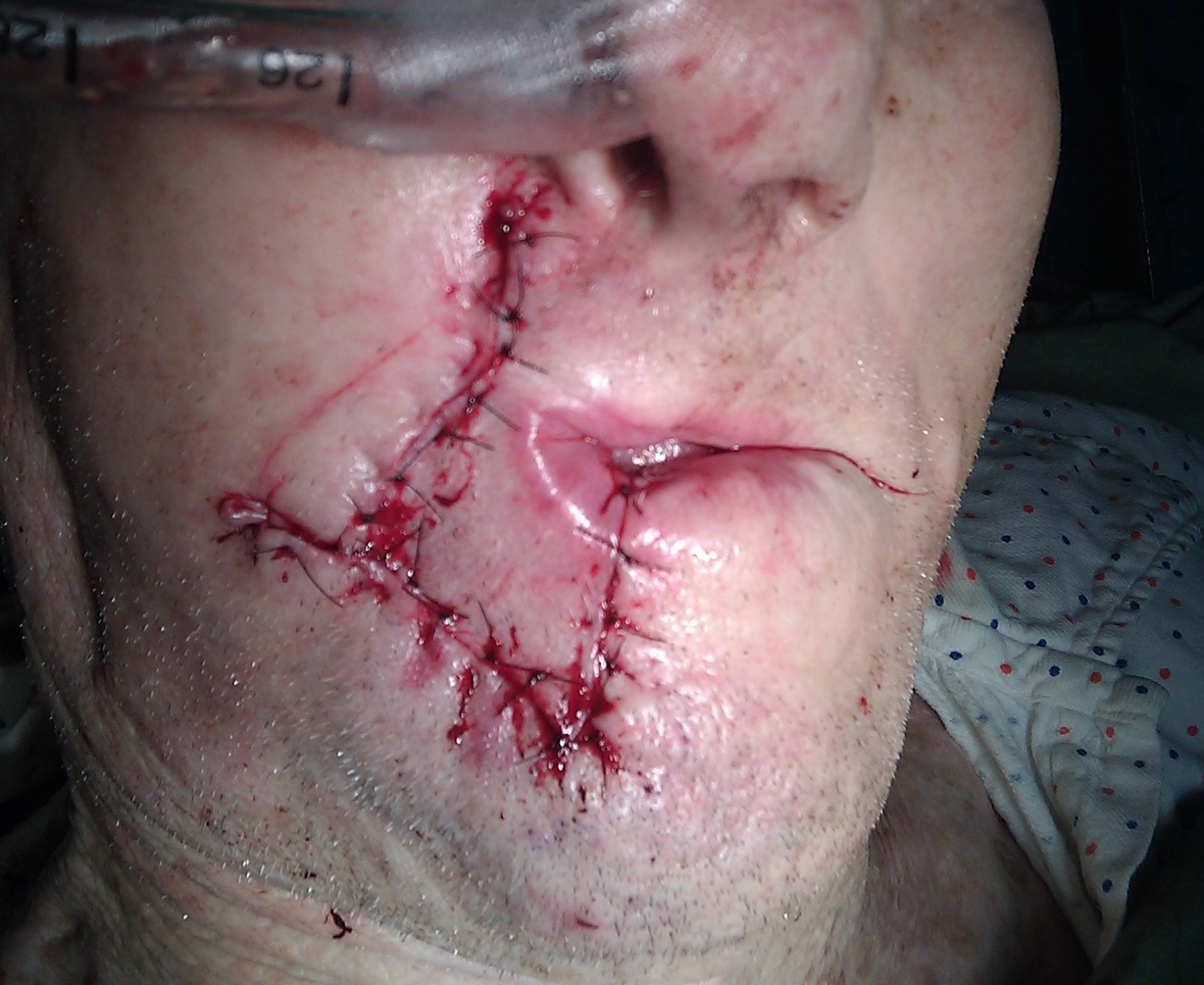
Estlanderův lalok pro rekonstrukci defektu rtu po resekci nádoru